# Ладожский трубопровод
Ла́дожский трубопрово́д — магистральный трубопровод для снабжения горючим и топливом блокадного Ленинграда и войск Ленинградского фронта в Великую Отечественную войну, проложенный по дну Ладожского озера. По нему производилось попеременное перекачивание различных видов горючего: автомобильный бензин, лигроин, керосин и дизельное топливо.

## История
Автор идеи подводного трубопровода — военный инженер-гидротехник Н. В. Соколова, в годы войны работавшая в 27-м отряде Экспедиции подводных работ особого назначения (ЭПРОН) на Ладоге. Решение о прокладке трубопровода было принято в апреле 1942 года. Правительство дало строителям 50 дней на его сооружение. Трубопровод длиной 29 километров (в том числе — 21 км под водой) был построен за 43 дня (5 мая — 16 июня 1942 года) — от мыса (косы) Кареджи на восточном берегу Ладожского озера (пункт приёма горючего с железной дороги) до железнодорожной станции Борисова Грива на западном берегу озера (в 45 км от Ленинграда). Трубопровод был стальной и проходил по дну на глубине до 13 метров.

### Сооружение
Строительство велось в непосредственной близости от фронта (2-2,5 км от линии фронта), под непрерывным огнём противника. В Наркомстрое сооружение трубопровода курировал Н. В. Бехтин. Координация действий всех участников стройки, включая приданные воинские части, были возложены на М. И. Иванова, начальника Главстройпроекта, представителя наркомата. Специальные работы выполняла Особая строительно-монтажная часть № 104, главный инженер которой — А. С. Фалькевич и руководитель одного из монтажных подразделений — М. И. Недужко возглавили строителей непосредственно на обоих берегах озера. Главным инженером проекта Ладожского трубопровода Главнефтеснаб назначил Д. Я. Шинберга. На его сооружение были привлечены водолазы Экспедиции подводных работ особого назначения. Решение всех вопросов, связанных с трубопроводом — «Объектом ОС-6» («Особое строительство № 6 Наркомстроя») и контроль за выполнением постановления Государственного комитета обороны, были возложены на уполномоченного Комитета по Ленинграду — А. Н. Косыгина. Военное прикрытие строительства обеспечивалось кораблями Ладожской военной флотилии и авиации.
Часть труб (внутренний диаметр 101 мм) для Ладожского трубопровода была доставлена с «Ижорского завода». Примерно треть от всех труб были длиной 5—7 м с толщиной стенки 7—8 мм, имеющих на концах резьбу и муфту. Резьбовые соединения для обеспечения надёжности обваривались сваркой. Остальные две трети труб резьбы не имели (толщина стенок составляла 4,5—5,5 мм) и соединялись между собой сваркой. Все сварочные работы делались двумя способами: поворотный стык — электрической дугой, а неповоротный — только газовой горелкой. В укрытии на берегу трубы собирали и сваривали в секции длиной 200 метров, затем производили гидравлические испытания керосином на давление 35 атмосфер и годную секцию покрывали антикоррозийной битумной изоляцией.
Для организации работы топливной магистрали было сформировано Управление эксплуатации трубопровода, подчиненное службе тыла Ленинградского фронта, которое возглавил И. Н. Воротников — главный инженер Ленинградского Главнефтеснаба. Весной 1943 года протяжённость трубопровода была увеличена еще на 5 километров, так как уровень озера стал быстро подниматься, и большая часть мыса Кареджи оказалась затопленной. Пришлось перенести все головные сооружения, включая насосную станцию, на другое место. В результате общая длина трубопровода увеличилась до 34 км, а подводная достигла 26 км.
Ладожский трубопровод имел важное значение для обороны и жизнеобеспечения города — за время его работы в Ленинград поступило свыше 40 тыс. тонн горючего. После снятия блокады был демонтирован.
Интересно, что летом 1942 года через Ладожское озеро был проложен электрический кабель, и в сентябре того же года Ленинград, после длительного перерыва, стал получать электроэнергию Волховской ГЭС.

## Память
Решением облисполкома № 189 от 16 мая 1988 года, дом в деревне Борисова Грива на улице Широкой, в котором находился штаб, обеспечивающий работу Ладожского трубопровода для снабжения блокадного Ленинграда нефтепродуктами, признан памятником истории.
Возле дома установлена мемориальная доска с надписью: «В этом доме с июня 1942 г. по ноябрь 1943 г. находился штаб эксплуатации Ладожского трубопровода, снабжавшего горючим блокированный Ленинград».